# Пфицнер, Ханс
Ханс Пфи́цнер (также Ганс; нем. Hans Pfitzner; 5 мая 1869[…], Москва, Российская империя — 22 мая 1949, Зальцбург, Австрия) — немецкий композитор, дирижёр и публицист.

## Биография
Сын скрипача из оркестра Большого театра (Москва). В 1872 семья переехала во Франкфурт. Первую песню написал в 1884 году. Учился у И. Кнорра и Х. Римана. С 1892 года преподавал музыку, с 1908 года — директор Консерватории в Страсбурге, в 1910—26 годах — директор Муниципальной оперы в Страсбурге. В 1920—29 годах преподавал композицию в Берлинской академии искусств, в 1929—34 годах — в Академии музыки в Мюнхене. В 1934 награждён медалью Гёте. В 1944 году переехал в Вену, где скончался. Среди учеников Пфицнера — выдающиеся дирижёры и композиторы, в том числе О. Клемперер, К. Орф, Ш. Мюнш.
В своих музыкальных сочинениях Пфицнер развивал эстетику позднего романтизма. Известность ему принесла опера «Палестрина» (пост. 1917, Мюнхен; на собственное либретто), написанная в традициях Р. Вагнера. Среди известных сочинений Пфицнера в других жанрах кантата «О немецкой душе» (1921, на стихи Й. Эйхендорфа), фортепианный концерт Es-dur (1922), скрипичный концерт h-moll (1923), струнный квартет cis-moll (1925).
Среди записей в качестве дирижёра выделяются симфонии Людвига ван Бетховена.

## Пфицнер и нацисты
Отношение Пфицнера к нацизму было противоречивым и неоднократно специально рассматривалось в научной литературе.
С одной стороны, в публицистике композитор неоднократно проявлял себя как убеждённый консерватор и националист. В книге «Новая эстетика музыкальной импотенции» (1920) выступал против нивелирования национального своеобразия в музыке, как авангардной тенденции; против «обобщённой мелодии, которая принадлежит одновременно всем и никому». Слово «интернационализм» для Пфицнера было бранным («американско-интернациональная вульгарщина»). Причиной расцвета «музыкальной импотенции», антинационального, «коммунистического» движения в искусстве в целом, по мнению Пфицнера, был «международно-еврейский дух» (нем. judisch-internationaler Geist). «Антинемецкое» для Пфицнера было синонимом «атональности, интернационализма, американизма, немецкого пацифизма. Оно угрожает нашему существованию, со всех сторон штурмует нашу культуру, а с ней и европейскую [культуру в целом]».
С другой стороны, отношения Пфицнера с нацистами в общем не сложились. Ещё в 1923 году он познакомился с Гитлером (по желанию последнего), однако Гитлер  был разочарован этой встречей, поскольку Пфицнер сразу же ввязался с ним в политический спор. Как до, так и после прихода нацистов к власти, Пфицнер, который был известен целым рядом антисемитских высказываний, тем не менее неоднократно демонстрировал готовность делать исключения из своих убеждений «во благо музыки», например:
- Ещё в 1912 году, когда перед Пфицнером была поставлена задача сократить чересчур длинную классическую оперу Маршнера «Храмовник и еврейка», он изъял из неё в том числе и антисемитские сцены.
- Когда, уже в эпоху Третьего Рейха, Пфицнера попросили создать музыкальное сопровождение к пьесе «Сон в летнюю ночь» Шекспира, в качестве замены варианта, который был написан Мендельсоном. Пфицнер отказался, заявив, что оригинал Мендельсона был намного лучше, чем все, что мог бы предложить он сам.
- Пфицнер защищал своего ученика-еврея Феликса Вульфеса, что в итоге помогло тому перебраться в Нью-Йорк.
- Он неоднократно аккомпанировал еврейской певице Оттилии Мецгер-Латтерман[нем.] (нем. Ottilie Metzger-Lattermann), в дальнейшем погибшей в Освенциме, и посвятил ей несколько музыкальных сочинений.

Тем не менее, Пфицнер пытался (достаточно безуспешно) сотрудничать с нацистами. Когда он узнал, что Гитлер считает его «полуевреем», то счёл полезным подать опровержение в письменном виде. С другой стороны, похоже, что композитор относился ко всему этому с мрачной иронией. Так, однажды, в конце 1930-х годов, находясь в Мюнхене, он публично пошутил, что боится пойти на прием к знаменитому в городе окулисту, потому что «однажды прабабушка этого врача случайно увидела, как четверть-еврей переходил через улицу». 
Однако больше всего отношения между Пфицнером и нацистами испортило его заявление ещё от 1930 года, согласно которому, хотя «еврейство может представлять опасность для немецкой духовной жизни и немецкой культуры», многие конкретные евреи сделали много полезного для Германии, и что антисемитизм как таковой следует осудить. 
В результате, уже в 1934 году Пфицнер был уволен со всех должностей и получал мизерную пенсию, которая была увеличена лишь несколько лет спустя, после ходатайств его влиятельных друзей (или после того, как композитор предоставил доказательства своего «арийского» происхождения).
В 1945 году дом Пфицнера был разрушен в результате бомбардировки. Композитору было 75 лет, он лишился имущества и в значительной степени повредился рассудком. При содействии друзей он был помещён в дом престарелых в Зальцбурге, где скончался. 

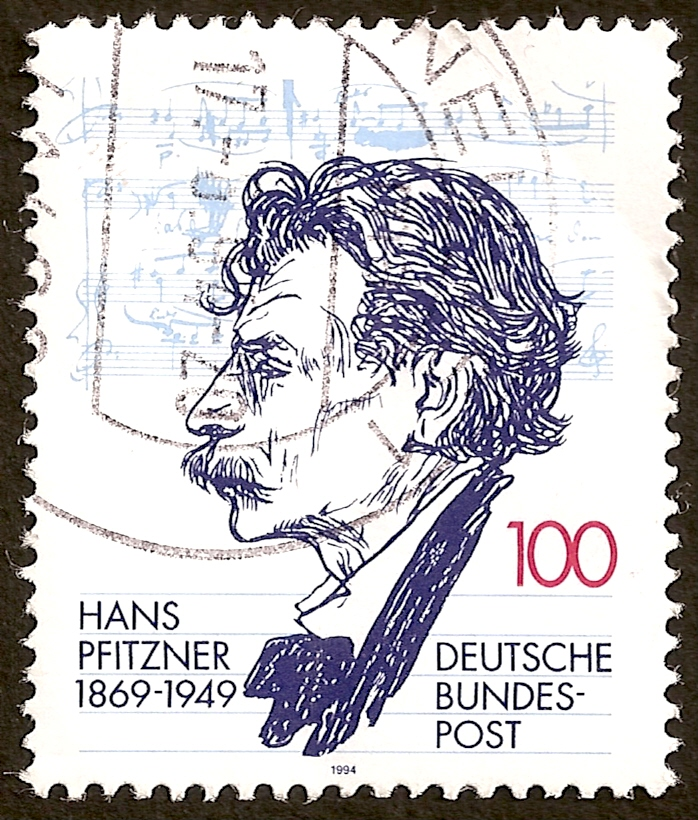
Почтовая марка, выпущенная к 125-летию Ханса Пфицнера

## Музыкальные сочинения
- опера «Бедный Генрих» (1895, Майнц)
- опера «Роза из сада любви» (1901, Эльберфельд)
- опера «Палестрина» (1917, Мюнхен), авторское обозначение — «музыкальная легенда»
- Концерт для фортепиано с оркестром ми бемоль мажор, Op. 31 (закончен в 1922 году).
- Кантата «О немецкой душе», op. 28 (1921)
- Хоровая фантазия «Тёмное царство», op. 38 (1929)

## Литературные сочинения

### Книги
- Vom musikalischen Drama. München/Leipzig, 1915.
- Futuristengefahr. München/Leipzig, 1917.
- Die neue Ästhetik der musikalischen Impotenz. München, 1920.
- Werk und Wiedergabe. Augsburg, 1929
- Über musikalische Inspiration. Berlin 1940.

### Статьи
- Gesammelte Schriften. 3 Bde. Augsburg, 1926—1929.
- Gesammelte Schriften. Bd.4, hrsg. von Bernhard Adamy. Tutzing, 1987.